# Matyas Veress
Matyas Veress (...) è un montatore belga.
Conta più di 20 partecipazioni dal 1993, anno del suo debutto nel mondo del cinema con Just Friends.
Per il suo lavoro in Mr. Nobody (2009) ricevette il premio Magritte per il miglior montaggio. Nel film collaborò con la canadese Susan Shipton durante un periodo di post-produzione che durò quasi due anni.